# Veuves
Veuves là một xã cũ thuộc tỉnh Loir-et-Cher trong vùng Centre-Val de Loire miền trung nước Pháp, được sáp nhập vào xã mới Veuzain-sur-Loire ngày 1 tháng 1 năm 2017.